# Тимроты
Тимроты (нем. von Timroth) — дворянский род, находившийся под подданством Российской империи. 
Согласно семейной легенде, происходит из местности Тимменроде в горах. Род связан с Генрикусом Димороде, который упоминается ещё в 1277 году и фигурирует в «Сборнике документов Тевтонского ордена, бальи Тюрингия» («Urkundenbuch des Deutschritterordens Ballei Thuringen»).

## Описание герба
Щит рассечен. В правой лазоревой части золотая шестиугольная звезда, в левой серебряной — червлёный единорог, обращенный вправо, стоящий на задних ногах.
На щите дворянский коронованный шлем. Нашлемник: встающий вправо червленый единорог между двух серебряных буйволовых рогов. Намёт на щите справа лазоревый, подложен золотом, слева червлёный, подложен серебром. Легенда относит присвоение герба к 1559 году.

## Известные представители
Тимрот Дмитрий Сергеевич
Преподаватель ЯГТУ